# Akredytywa
Akredytywa – forma płatności w rozliczeniach zarówno zagranicznych, jak i w krajowych. Jest ona wykorzystywana przy zawieraniu transakcji, którym towarzyszy różnego rodzaju zwiększone ryzyko (np. związane z kontrahentem, właściwą realizacją kontraktu, jakością produktów, opóźnieniem, brakiem zapłaty), gdyż je redukuje.
Jest to instrument, który ułatwia bezgotówkowe rozliczenia, gdyż jest pisemnym zobowiązaniem banku, którego klientem jest kupujący (lub importer) do wypłacenia wskazanemu sprzedającemu (lub eksporterowi) określonej kwoty, w uzgodnionym terminie i zgodnie z warunkami akredytywy.

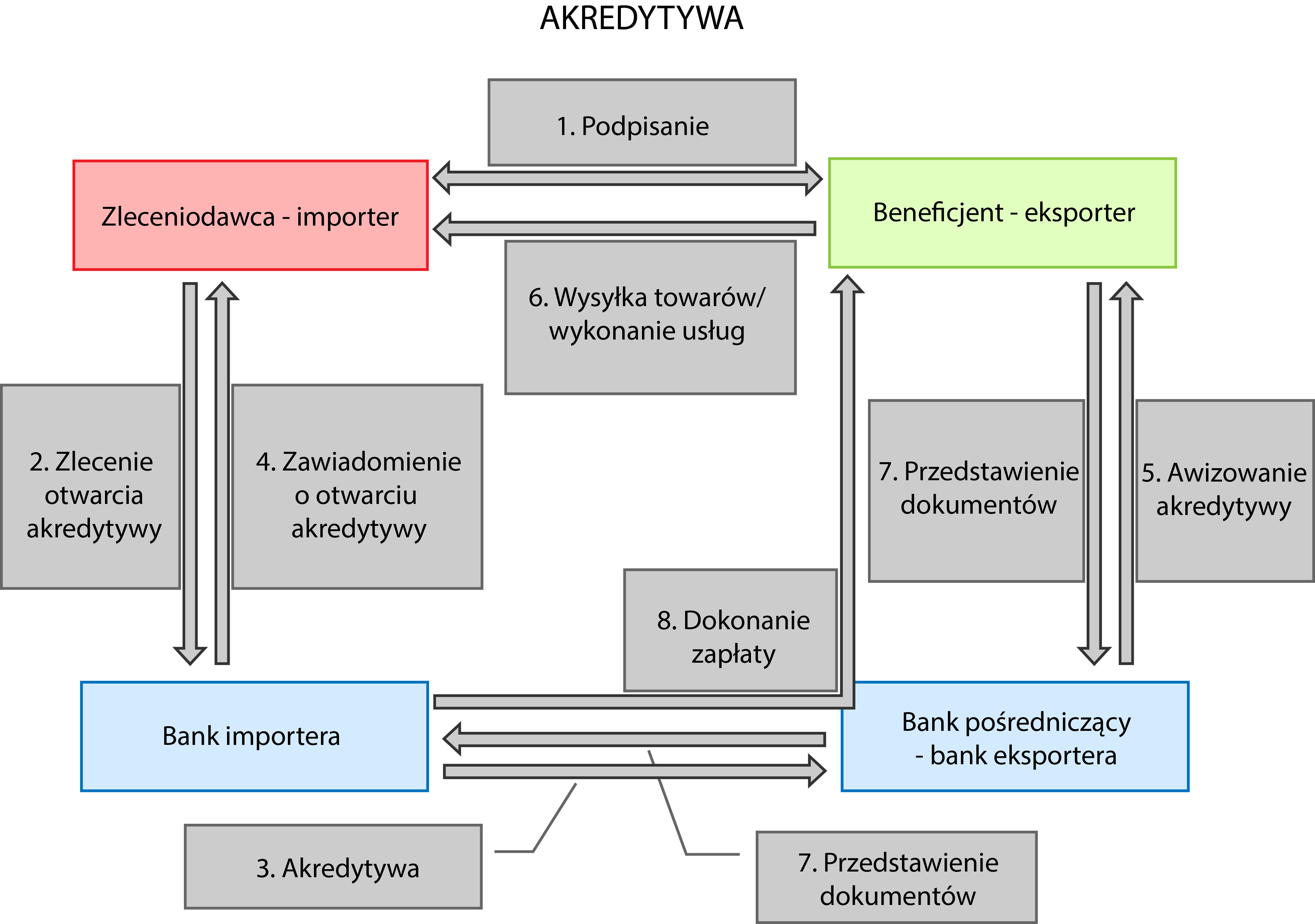
Schemat działania akredytywy

## Strony akredytywy
- zleceniodawca akredytywy, czyli kupujący lub importer,
- bank zleceniodawcy, który otwiera akredytywę,
- beneficjent akredytywy, czyli sprzedający lub eksporter,
- bank beneficjenta, który informuje beneficjenta o otwarciu akredytywy.

## Rodzaje akredytyw
Wyróżnia się wiele rodzajów akredytyw ze względu na przyjęte kryteria:
- ze względu na charakter zobowiązania banku importera wyróżnia się akredytywy: odwołalną, nieodwołalną, gotówkową, dyskontową, akceptacyjną, gwarancyjną;
- ze względu na uprawnienia beneficjenta wyróżnia się akredytywy: przenośną, nieprzenośną;
- ze względu na rolę banku beneficjenta wyróżnia się akredytywy: potwierdzoną, awizowaną, negocjacyjną;
- ze względu na kwestie techniczno-finansowe wyróżnia się akredytywy: pokrytą z dołu, pokrytą z góry, rembursową;
- wyróżnia się także akredytywy specjalne: w formie listu kredytowego, odnawialną, zabezpieczającą, typu back-to-back, zaliczkową.

## Korzyści
Dla sprzedającego lub eksportera:
- minimalizacja ryzyka handlowego transakcji, tj. odmową przyjęcia towaru oraz odmową zapłaty przez importera,
- możliwość sfinansowania transakcji poprzez przeniesienie akredytywy na dostawcę,
- możliwość dyskontowania należności przed terminem płatności oraz zabezpieczenia płatności w terminie określonym z góry.

Dla kupującego lub importera:
- minimalizacja ryzyka jakościowego i transportowego, a także braku dotrzymania ustalonych terminów,
- zabezpieczenie przed nieuzasadnioną wypłatą należności.